# Nakajima Kenzō

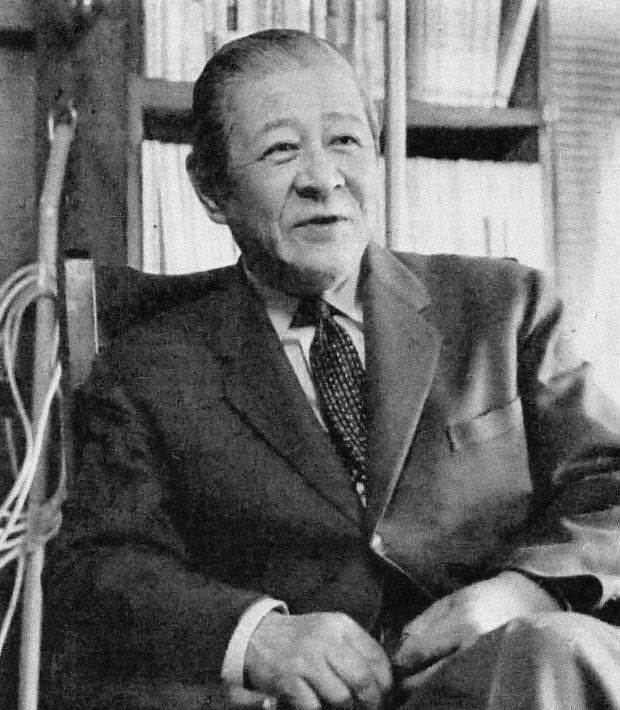
Nakajima Kenzo im Jahr 1956

Nakajima Kenzō (japanisch 中島 健蔵; * 21. Februar 1903 in Chiyoda, Tokio; † 11. Juni 1979) war ein japanischer Übersetzer, Literaturwissenschaftler und -kritiker.

## Leben und Wirken
Nakajima studierte französische Sprache an der Universität Tokio, wo er von 1934 bis 1962 auch dozierte. Vor dem Zweiten Weltkrieg trat er als Übersetzer und Autor von literatur- und kulturkritischen Essays hervor. 1934 veröffentlichte er Kaigi to shōchō (懐疑と象徴) – „Skeptizismus und Symbolismus“, 1936 Gendai bungeiron (現代文芸論) – „Über zeitgenössische Literatur“ und 1941 Gendai sakka ron (現代作家論) – „Über zeitgenössische Autoren“, eine Studie über Yokomitsu Riichi, Ibuse Masuji und Takami Jun.
Nach dem Krieg war Nakajima an der Neugründung des japanischen PEN-Clubs beteiligt. Dafür wurde er mit dem Kikuchi-Kan-Preis ausgezeichnet. Er gründete 1948 die Literaturgesellschaft Nihon hikaku bungakukai (比較文学会) und 1956 die japanisch-chinesische Kulturgesellschaft Nihon-Chūgoku bunka kōryū kyōkai (日本中国文化交流協会). 1950 wurde er Leiter des Zentralkomitees der Literaturgesellschaft Shin nihon bungakukai (新日本文学会).
1951 veröffentlichte er eine Biografie André Gides (Andōre Jiidō shogai to sakuhin), 1957 eine Darstellung der Shōwa-Zeit und 1966 eine Schrift über die zeitgenössische Kultur – Gendai bunkaron (現代文化論). 1977 erhielt er den Noma-Preis für sein Werk „Kaisō no bungaku“ (回想の文学) – „Literatur der Erinnerungen“.
Kenzō starb 1979 an Lungenkrebs.

## Quelle
- S. Noma (Hrsg.): Nakajima Kenzō. In: Japan. An Illustrated Encyclopedia. Kodansha, 1993. ISBN 4-06-205938-X, S. 1038.
- Shūichi Katō, Chia-ning Chang: A sheep's song: a writer's reminiscences of Japan and the world, University of California Press, 1999, ISBN 9780520219793, S. 166

| Personendaten    | Personendaten                                |
| ---------------- | -------------------------------------------- |
| NAME             | Nakajima, Kenzō                              |
| ALTERNATIVNAMEN  | 中島 健蔵 (japanisch)                        |
| KURZBESCHREIBUNG | japanischer Literaturkritiker und Übersetzer |
| GEBURTSDATUM     | 21. Februar 1903                             |
| GEBURTSORT       | Chiyoda, Tokio                               |
| STERBEDATUM      | 11. Juni 1979                                |